# Wolf Man (film 2025)
Wolf Man  è un film del 2025 diretto da Leigh Whannell.
Il film è il reboot dell'omonimo film del 1941 di George Waggner.

## Trama
Nel 1995, la scomparsa di un escursionista nelle remote montagne dell'Oregon scatena le speculazioni su un virus legato alla fauna selvatica della regione: su questa malattia esisteva già una leggenda dei nativi americani, chiamata "Volto di lupo". Durante una battuta di caccia nella zona, un giovane Blake Lovell e suo padre Grady, un uomo severo, avvistano una misteriosa creatura in agguato nella foresta e si nascondono in un capanno da caccia elevato.
Trent'anni dopo, Blake vive a San Francisco con la figlia Ginger e la moglie stacanovista Charlotte. Come il padre, da cui si è ora separato, lotta per controllare il suo temperamento, causando tensioni nel suo matrimonio. Un giorno, riceve un certificato di morte di Grady, che era scomparso, e le chiavi della casa della sua infanzia; decide così di trascorrere lì le vacanze, nel tentativo di riparare il suo rapporto con la moglie Charlotte.
Cercando indicazioni, incontrano un abitante del posto, Derek, che li conduce alla casa mentre il sole tramonta. Prima che arrivino, una creatura li spinge fuori strada, graffia il braccio di Blake e trascina via Derek. Blake conduce in fretta la sua famiglia alla casa, accendendo il generatore e barricando l'ingresso per proteggerli dal mostro che si trova all'esterno. Con il braccio sanguinante e infetto, Blake inizia a mostrare segni di una strana malattia: perde i denti, suda copiosamente e sperimenta sensibilità al rumore. Sentendo la creatura, appoggia l'orecchio a una porta laterale, ma così facendo il mostro gli afferra il piede attraverso la porticina per animali domestici e lo ferisce ulteriormente prima che Charlotte lo fermi colpendolo con un martello. Charlotte si preoccupa sempre di più mentre Blake perde alcune funzioni motorie e la sua capacità di parlare e capirla. I suoi capelli iniziano a cadere, altri denti e unghie cadono rimpiazzati da zanne e artigli, la sua vista diventa distorta, la pelliccia cresce sul suo corpo e per combattere il dolore al braccio, Blake lo rosicchia come un animale. La moglie vede un'auto in panne fuori e riesce a farla partire, ma prima che la famiglia possa andarsene, la creatura fracassa il parabrezza, costringendoli a cercare riparo in cima a una serra. Blake fa segno a Charlotte di riportare Ginger a casa e corre nella direzione opposta per farsi seguire dal mostro.
Pochi istanti dopo, Blake ritorna, zoppicante e ancor più deformato, e vomita un dito mozzato prima di avvicinarsi a moglie e figlie spaventate. Rendendosi conto del pericolo che costituisce per loro, si prepara ad andarsene, ma la creatura trova la strada per entrare e le attacca. Blake si mette tra il mostro e la sua famiglia e, nella lotta, morde il collo della creatura e la uccide. Riconoscendo un tatuaggio sul braccio, Blake capisce che il mostro è il padre infetto e scappa, ma ormai la sua trasformazione in lupo mannaro è quasi completa; incapace di controllarsi, attacca la sua famiglia, che fugge in un fienile vicino.
Blake si fa strada con gli artigli, usando la sua nuova visione notturna per intrufolarsi verso di loro nell'oscurità, ma viene catturato da una trappola per orsi piazzata da Charlotte; si strappa quindi il piede a morsi e continua a inseguire Charlotte e Ginger che fuggono nella foresta circostante e si nascondono in un capanno da caccia. Blake si arrampica e Charlotte gli punta un fucile. Rendendosi conto che Blake sta soffrendo e vuole morire, la famiglia si scambia un'ultima occhiata prima che Blake si avventi su Charlotte che gli spara mortalmente. Madre e figlia confortano un Blake morente, prima di andare a vedere la valle che l'uomo ha visto da bambino.

## Produzione
Il film è stato girato in Nuova Zelanda nel maggio 2024.

## Distribuzione
Il film è stato distribuito nelle sale cinematografiche a partire dal 16 gennaio 2025.

## Accoglienza

### Incassi
Il film è stato un flop al botteghino, incassando 20707280 $ in Nord America e 13444588 $ nel resto del mondo, per un totale di 34151868 $.

### Critica
Il film ha riscosso una critica assai tiepida: su Rotten Tomatoes il 48% dei 276 critici esprime un giudizio favorevole: le principali critiche emerse sottolineano dialoghi poco incisivi e un approccio confuso nella rappresentazione della leggendaria figura del lupo mannaro. Alcune recensioni descrivono il film come poco focalizzato e, in alcuni momenti, persino noioso. Sebbene il film tenti di affrontare tematiche profonde come l’aggressività e la malattia mentale, molte opinioni convergono sul fatto che questi spunti non siano stati sviluppati in modo convincente. Inoltre, i paragoni con il precedente lavoro di Leigh Whannell, L'uomo invisibile, del 2020, evidenziano un netto divario qualitativo. Quello che era stato un brillante esempio di horror moderno lascia ora spazio a un progetto meno incisivo.
Su Metacritic il voto medio di 49 critici è 50/100.